# Bambini Graham
I Bambini Graham è un dipinto a olio su tela (160,5x181 cm) di William Hogarth, databile al 1742 e conservato nella National Gallery di Londra.

## Storia
L'opera ritrae i quattro figli del farmacista della Corte inglese Daniel Graham. Entrò in galleria nel 1934.

## Descrizione e stile
Si tratta di un ritratto credibile di un gruppo di bambini mentre giocano insieme. A destra Richard (1735–1816) suona un organetto meccanico (una serinette, su cui è intagliato il mito di Orfeo) per incoraggiare l'uccellino in gabbia a cantare: è un cardellino che egli guarda speranzoso, ignaro che questo è invece terrorizzato dal famelico gatto che lo sta puntando da dietro la poltrona del ragazzo, mostrando eccitato i denti e gli artigli.
Anna, al centro, sembra sollevare la gonna per fare una piroetta, mentre la più grande Henrietta tiene in mano due ciliegie, che il più piccolo Thomas sembra cercare di prendere. Quest'ultimo, il fratello minore nato nel 1740, indossa una veste e una cuffietta che possono sembrare femminili, ma che all'epoca erano consueti per gli infanti fino a 5 anni. Nel dipingere i grembiuli delle bambine, Hogarth utilizzò quelle linee serpentinate che aveva teorizzato come particolarmente gradevoli all'occhio.

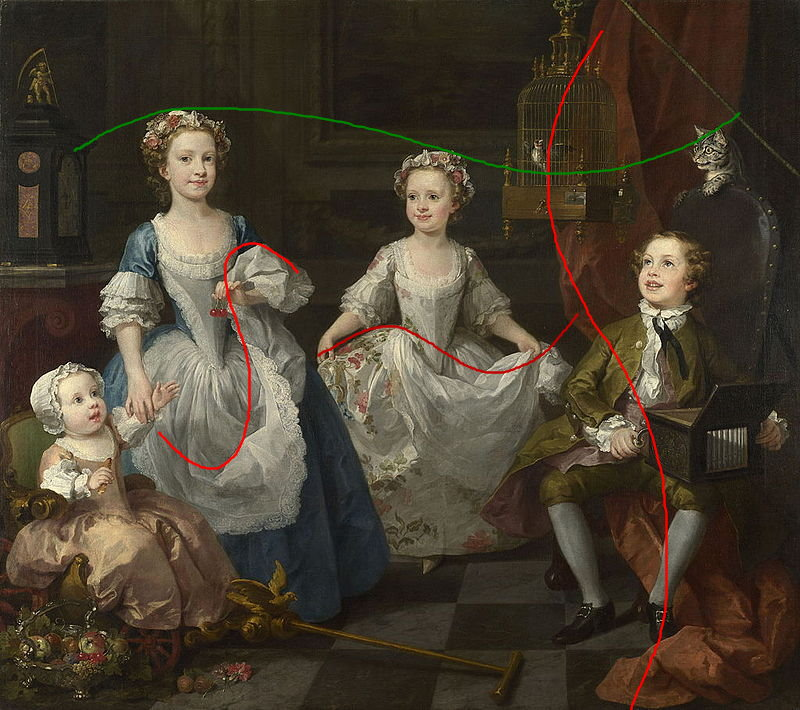
Le linee a serpentina della composizione

In terra, vicino a un cesto colmo di frutta, si nota il traino del carrello di Thomas, con una colomba che muoveva le ali quando il giocattolo veniva spinto. Sullo sfondo invece si vede un orologio sulla cui sommità un cupido regge una falce: allusione al trascorrere veloce del tempo che fa passare l'innocenza infantile e porta, inesorabilmente, alla morte. Il bambino più piccolo infatti, al completamento del dipinto, era già morto e il ritratto aveva proprio il ruolo di ricordarlo ai suoi familiari come era ancora in vita.
Nonostante una certa ufficialità del ritratto, data ad esempio dall'indossare i migliori abiti e ghirlande di fiori per le bambine, il dipinto spicca per la sua freschezza e la verosimiglianza delle espressioni dei fanciulli, ora sorridenti, ora scanzonate.

### Dettagli

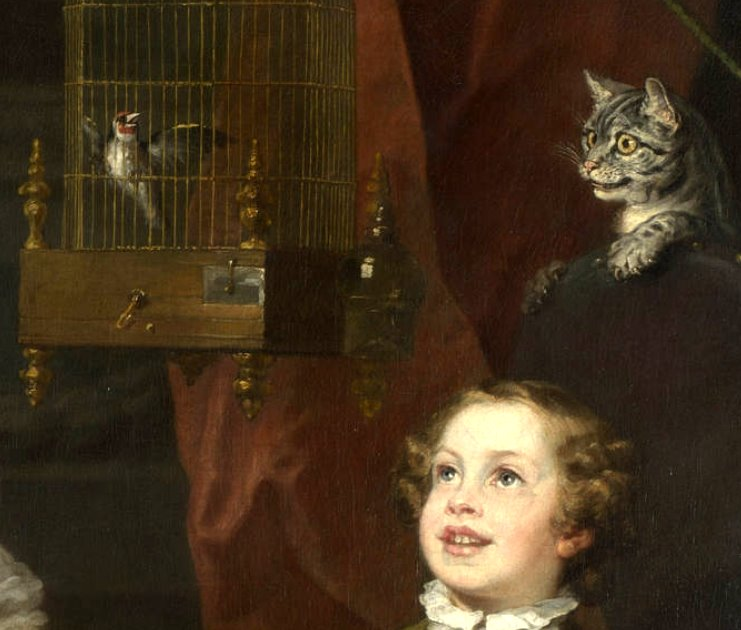
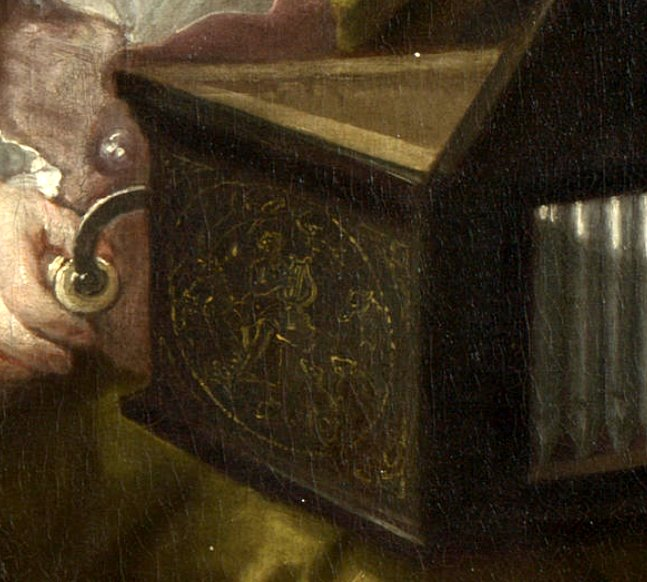
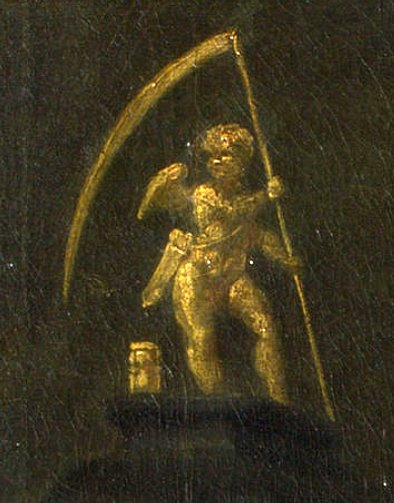
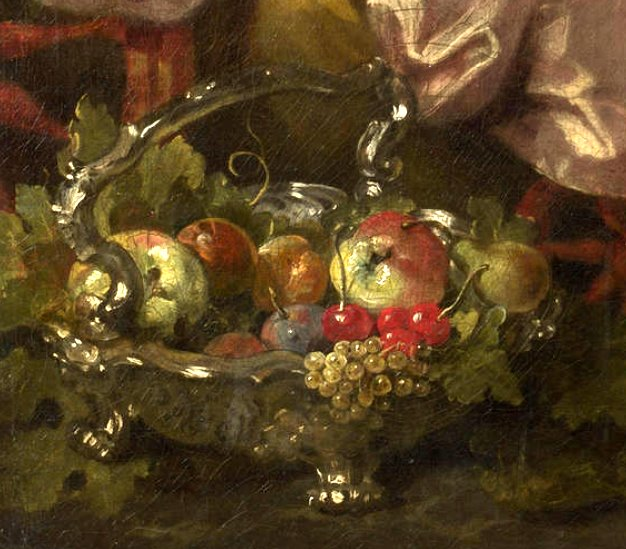
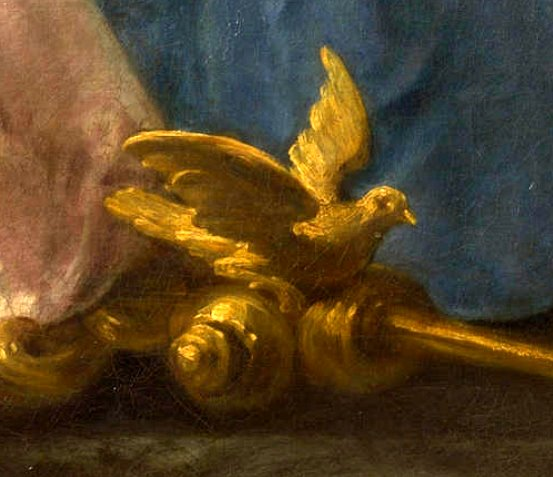